# Bleatarn Gill
Der Bleatarn Gill ist ein kleiner Fluss im Lake District, Cumbria, England. Der Bleatarn Gill entsteht aus dem Abfluss zweier kleiner Bäche an der Nordflanke des Ullscarf, die zunächst den Blea Tarn bilden, dessen einziger Abfluss dann der Bleatarn Gill ist. Der Gill fließt in nördlicher Richtung und mündet in den Watendlath Tarn.